# Scordisci

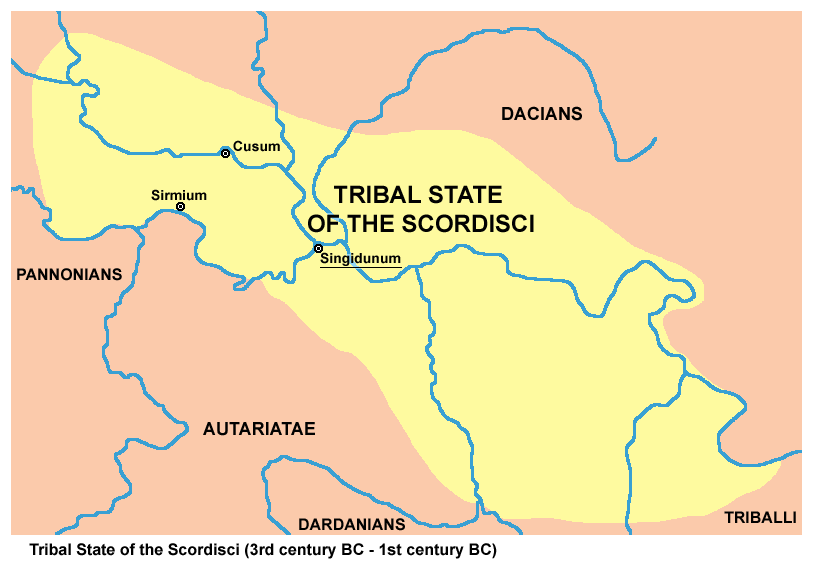

Scordiscii (în limba greacă, "Σκορδίσκοι") au fost un trib vechi celtic centrat in ceea ce vor deveni provinciile romane din Pannonia Inferioară, Moesia și astăzi Serbia la confluența Savei , Dravei  cu Dunărea. Ei au fost menționați de la începutul secolului al III î.Hr. La apogeul lor, influența lor se întindea pe regiuni care cuprindeau părți din Austria de astăzi, Croația, Ungaria, Serbia, Slovenia, Slovacia și Bosnia și Herțegovina. Numele tribului lor poate fi legat de numele Scordus muntele Sar care a fost situat între regiunile din Iliria și Paionia.

## Origini
Afilierea etnică a scordiscilor a fost dezbătută de către istorici. Unii se referă la ei ca la celți,traci sau iliri sau o combinație celtică a celor de mai sus .Scordiscii au fost găsiți în perioade diferite în Iliria, Tracia și Dacia, uneori, divizați în mai mult de un singur grup, cum ar fi "scordiscii mari" și "scordiscii mici" .
Andras Mocsy clarifică caracterul lor etnic, sugerând că acesta nu era un trib celtic în sine, ci o "creație politică celtă". Ei s-au format după 278 î.Hr., ca supraviețuitori ai invaziilor celtice din așezările grecești din regiunile menționate mai sus  impunandu-se se ca un strat subțire, dar puternic, de clasă conducătoare. Destul de repede, acestea au fost subsumate de băștinași care erau superior numeric, deși numele celtic al tribului a fost reținut, deși versiunea ilirizată "Scordistae" a fost deseori utilizată după secolul al II-lea î.Hr. Conform dovezilor onosmatice, așezările scordisce la est de râul Morava au fost tracizate .
Produse din producția locală de tip La Tene se constată pe scară largă, acestea se observă în Pannonia, precum și Moesia Superior de nord, acestea atestă concentrația de așezări celtice și contactele culturale. Cu toate acestea, astfel de descoperiri la sud de râul Sava sunt rare.

## Istoria

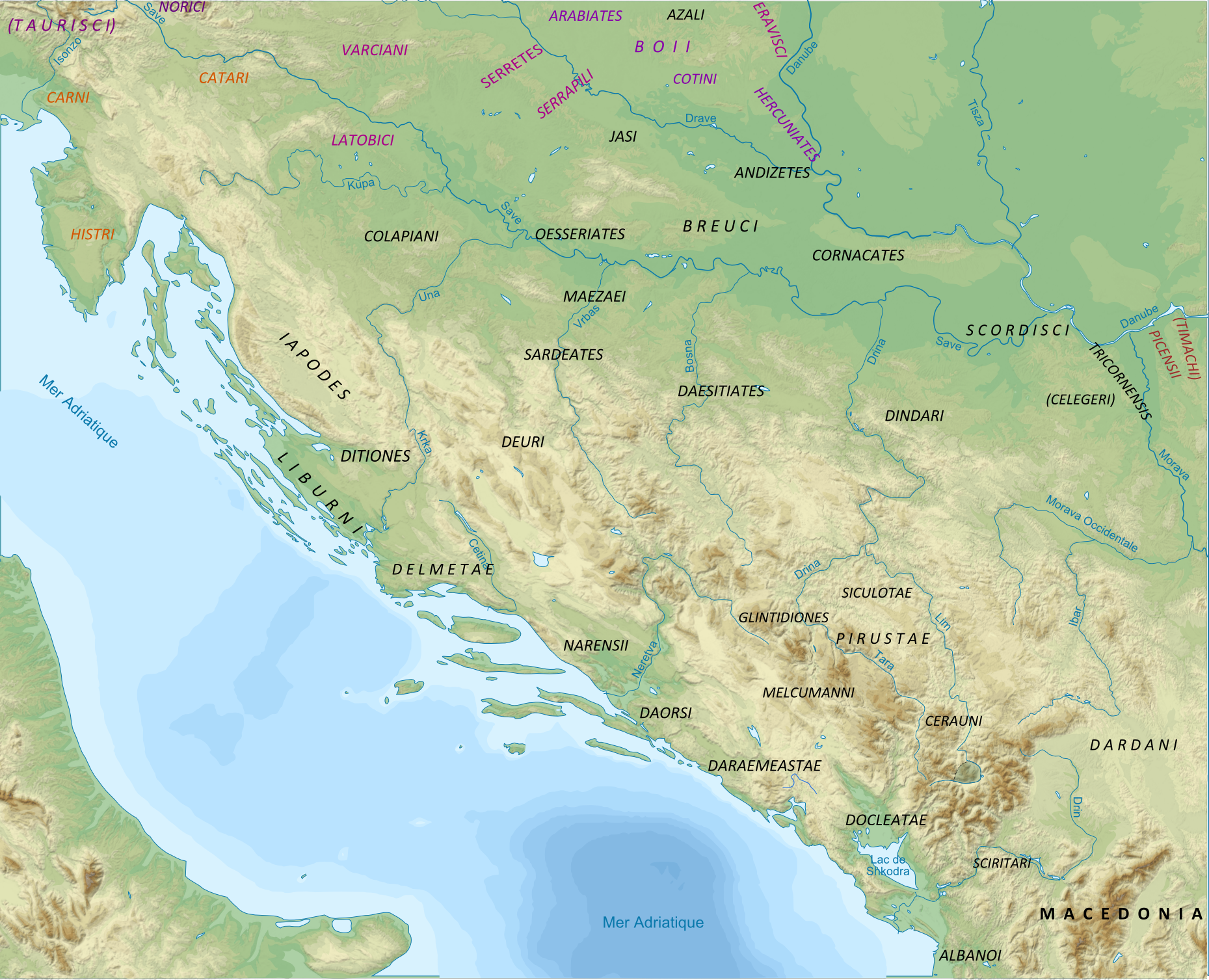
Triburi celtice în Balcani, c. 50 î.Hr.

În ciuda repulsiei Greciei, puterea celtică din Balcani nu a fost cu siguranță la sfârșit. După formarea lor în 278 î.Hr., avem puține date despre scordisci. În timpul apogeului lui Alexandru Macedon, atenția scordiscilor a fost axată pe Panonia și pe consolidarea controlului lor din regiune. Ei au controlat diverse triburi panonice din regiune, au luat tribut și s-au bucurat de statutul de cel mai puternic trib din Balcanii centrali, și au ridicat fortărețe la Singidunum și Taurunum, (azi Belgrad). Primul asediu roman de la Segestica, a fost sub controlul clienților lor panonici, și a redus controlul celtic în Dalmația și Panonia de sud-vest. Acest lucru, combinat cu turbulențele care au urmat după moartea lui Alexandru cel Mare, i-a determinat pe scordisci să-și îndrepte atenția lor spre sud. Ei au subjugat un număr de triburi în Moesia, inclusiv dardani, mai multe triburi tracice de vest și paioniani.
Din 141 î.Hr., scordiscii au fost în mod constant implicați în luptele împotriva romanilor din Macedonia. În 135 î.Hr. au fost înfrânți de Cosconius din Tracia . În 118 î.Hr., în conformitate cu un memorialul  de piatră descoperit în apropierea Salonicului, Sextus Pompeius, probabil bunicul triumvirului Pompei, a fost ucis în lupta împotriva lor lângă Stobi. În 114 î.Hr. au surprins și au distrus armata lui Gaius Porcius Cato În 114 î.Hr. au surprins și au distrus armata lui Gaius Porcius Cato [22] în Munții Apuseni din Serbia, dar au fost învinși de Minucius Rufus în 107 î.Hr.. Totuși, aceștia nu au renunțat la dreptul de a pretinde Panonia, deoarece ei sunt menționați că au luptat în al doilea asediu de la Sisak în 119 î.Hr..
Ei încă, din timp în timp, au făcut probleme guvernatorilor romani ai Macedoniei, pe al cărui teritoriu l-au invadat, împreună cu maediii și dardanii. Ei chiar au avansat până la Delphi și au jefuit templu, dar Lucius Cornelius Scipio Asiaticus în cele din urmă i-a învins în 88 î.Hr. și i-a respins peste Dunăre. După aceasta, puterea scordiscilor a scăzut rapid. Acest declin a fost mai mult un rezultat al situației politice din "zona barbară", mai degrabă decât efectele campaniilor romane, pentru că triburile lor client, mai ales cele panonice, au devenit mai puternice și independente politic.
Între 56 și 50 î.Hr., scordiscii au fost învinși de dacii lui Burebista, și au devenit supușii săi
Ei au fost zdrobiți în 15 î.Hr. de către Tiberius , și au devenit supușii romanilor, devenind mercenari. 
Alte surse spun ca romanii au făcut alianță cu scordiscii în Sirmium și văile Dunării ca urmare a campaniei alpine a lui Tiberius, în 15 î.Hr., alianța va fi crucială pentru victoria împotriva triburilor panonice (15î.Hr.) și mai târziu a breucilor (12î.Hr.). Ei au început să primească cetățenia romană în timpul domniei lui Traian.. Cu romanizarea lor, au încetat să mai existe ca o unitate independentă etno-politică.